# Шанбехзаде, Хоссейн
Хоссейн Шанбехзаде (перс. حسین شنبه‌زاده; род. 8 сентября 1988, Хормудж, Иран) — иранский активист, редактор и переводчик. Был арестован в 2024 году и приговорён к 12 годам заключения после того, как выложил твит с одной точкой в ответ на пост аятоллы Али Хаменеи.

## Биография
Хоссейн Шанбехзаде родился 8 сентября 1988 года в Хормудже. Долгое время он работал переводчиком и литературным редактором. Шанбехзаде получил известность за свои критические и сатирические комментарии об иранском режиме и верховном лидере Ирана Али Хаменеи. В 2019 году в связи с протестами в Иране Шанбехзаде был арестован и обвинён в «оскорблении святынь и лидера Исламской Республики». Он был заключён в тюрьму Эвин и приговорён к шести годам тюремного заключения. Шанбехзаде был освобождён в начале 2024 года, в период между мартом и апрелем, до окончания своего срока.

## Арест за твит
4 июня 2024 года Шанбехзаде был снова арестован. Это произошло спустя несколько недель после публикации им одной точки в ответ на пост Хаменеи в соцсети X. Твит Шанбехзаде собрал значительно больше лайков, чем пост аятоллы. Сразу после ареста аккаунт Шанбехзаде в X был заблокирован. Вероятно, это действие было предпринято соцсетью, чтобы предотвратить неправомерное использование учётной записи активиста. После задержания Шанбехзаде власти Ирана обвинили его в шпионаже в пользу Израиля, что могло повлечь за собой смертную казнь.
31 августа 2024 года адвокат Шанбехзаде Амир Раисян сообщил, что его клиент приговорён к 12 годам заключения. По словам Раисяна, из двенадцати лет Шанбехзаде должен провести в тюрьме пять, после чего сможет подать прошение об условно-досрочном освобождении. Адвокат надеется обжаловать приговор. Обвинение не доказало вину Шанбехзаде по самой тяжёлой статье. В качестве доказательств вины по другим статьям суд привёл посты активиста в поддержку политзаключённых и отмены обязательного ношения хиджаба, использование хештега «#NoDeathPenalty», критику иранских выборов и выражение радости по поводу смерти бывшего президента страны Ибрахима Раиси.